# ГЕС Кілфорсен
ГЕС Кілфорсен — гідроелектростанція у центральній частині Швеції у лені Вестерноррланд. Знаходячись після ГЕС Sil, становить нижній ступінь у каскаді на Ф'єлльшеельвен, правій притоці Онгерманельвен, яка впадає в Ботнічну затоку Балтійського моря за півтори сотні кілометрів на південний захід від Умео.
Ресурс для роботи станції надходить із водосховища, створеного на Ф'єлльшеельвен за допомогою греблі висотою 23 метри. Особливістю цієї водойми є впадіння у неї Венгельельвен, яка утворюється внаслідок біфуркації іншої правої притоки Онгерманельвен річки Факсельвен. При цьому Венгельельвен завдяки прокладеному тунелю може також приймати надлишковий ресурс із водосховища, створеного на Факсельвен нижче від точки біфуркації для роботи ГЕС Storfinnforsen.
Із водосховища по лівобережжю Ф'єлльшеельвен прямує дериваційний канал завдовжки до 2 км. Він переходить у тунель довжиною 3,7 км з шириною 13 та висотою 16,75 метра (площа перетину 208 м2), котрий виводить до відкритого балансуючого резервуару. Звідси вода подається у підземний машинний зал, обладнаний трьома турбінами типу Френсіс загальною потужністю 296 МВт. При напорі у 99 метрів вони забезпечують виробництво 1120 (за іншими даними — лише 970) млн кВт-год електроенергії на рік.
Відпрацьована вода через відвідний тунель довжиною 2,7 км з перетином 176 м2 потрапляє в Онгерманельвен дещо вище від місця впадіння Ф'єлльшеельвен (та вище від однієї зі станцій каскаду на Онгерманельвен — ГЕС Немфорсен).
Електростанцію спорудили поблизу потужного лісопромислового району, в якому Ф'єлльшеельвен використовувалась для сплаву 100 тисяч деревин на рік. Після відбору ресурсу для роботи ГЕС Кілфорсен у руслі річки вже не залишалось достатньо води для здійснення цих транспортних операцій, тому підвідні канал та тунель були спроектовані з урахуванням можливості лісосплаву по них. А від балансуючого резервуару до Онгерманельвен проклали окремий канал довжиною 3,1 км, котрий завершував систему транспортування деревини.